# شربروک
شربروک ( ‎/ˈʃɜːrbrʊk/‎ SHUR-bruuk ;آی‌پی‌ای: [ʃɛʁbʁʊk]) شهری در جنوب استان کبک کانادا است. این شهر در محل تلاقی رودخانه های سن فرانسوا و ماگوگ در قلب منطقه اداری استری قرار دارد. در سرشماری سال ۲۰۱۱ این شهرک ۱۴۷٬۶۰۱ نفر جمعیت داشته‌است و مساحت آن ۳۶۶ کیلومتر مربع است.
شربروک نام حوزه معادل شهرداری منطقه ای  (اختصاری TE) و بخش سرشماری (اختصاری CD) کبک است که با شهر شربروک هم‌پوشانی دارد. با ۱۷۲٬۹۵۰ سکنه در سرشماری ۲۰۲۱ کانادا ،  ششمین شهر بزرگ استان و 30مین شهر بزرگ در کانادا است.منطقه شهری سرشماری شربروک ۲۲۷٬۳۹۸ سکنه داشت، که دارای رتبه چهارمین منطقه شهری بزرگ در کبک، و رتبه نوزدهم در مناطق کانادا است.
شربروک مرکز اصلی اقتصادی، سیاسی، فرهنگی و نهادی استری است و از آغاز قرن بیستم به عنوان ملکه شهرک های شرقی شناخته می شد.
هشت مؤسسه آموزشی، به تعلیم ۴۰۰۰۰ دانشجو مشغولند و ۱۱۰۰۰ نفر در آن موسسان مشغول به کارند به طوری که ۳۷۰۰ نفر از آنها استاد، معلم و محقق هستند. اثر مستقیم اقتصادی این نهادها بیش از یک میلیارد دلار است. نسبت دانشجویان دانشگاه 10.32 دانشجو به ازای هر 100 نفر است، که رتبه بیشترین تمرکز دانشجویان در کبک را به شربروک می دهد.
شربروک در دهه ۱۸۰۰  به عنوان یک مرکز تولید مطرح شد و امروزه در بخش خدمات برجسته تر است.
منطقه شربروک توسط کوه ها، رودخانه ها و دریاچه ها احاطه شده است. تپه‌های اسکی متعددی در نزدیکی آن وجود دارد و جاذبه‌های گردشگری مختلفی با حال و هوای منطقه‌ای در خود جای داده. پارک مونت بلوو پارک بزرگی در این شهر است که برای اسکی آلپاین بسیار محیط مناسبی است.
این شهر در سال ۱۸۱۸ به افتخار جان کوپ شربروک، فرماندار کل سابق کانادا نامگذاری شد. 

## تاریخچه
اقوام اولیه کانادا ۸۰۰۰ تا ۳۰۰۰ سال پیش در این منطقه ساکن شدند. آبناکی ها آن را Ktinékétolékouac با تلفظ Kchi Nikitawtegwak می نامیدند("چنگال های بزرگ")،  یا Shacewanteku (جایی که فرد سیگار می کشد). 

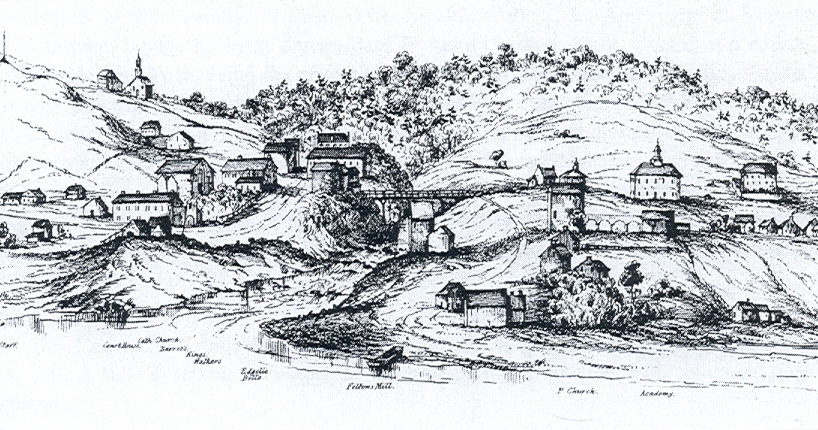
شربروک در سال 1828

سال ۱۷۷۹ اولین مهاجر غیر بومی، ژان باپتیست نولین کشاورز بود که به این منطقه وارد شد. این منطقه برای اولین بار در سال ۱۷۹۲ مورد بررسی قرار گرفت  آمریکایی‌های اهل ورمانت در سال ۱۸۰۲  آسیاب‌هایی را در این منطقه ساختند. گیلبرت هایت رهبری گروهی از وفاداران را بر عهده داشت که در حدود سال ۱۸۰۳  ساکن شدند. او بر سر راه رودخانه ماگوگ یک سد ساخت و بلافاصله یک آسیاب و یک کارخانه چوب‌بری در آن نزدیکی بنا رکد. این شهرک در آن زمان به عنوان میلز هایت شناخته می شد. 
اولین مهاجران انگلستانی در سال ۱۸۱۵ وارد این منطقه شدند  شرکت بریتیش امریکن لند در سال ۱۸۳۲  برای تصاحب و توسعه تقریباً ۱٬۱۰۰٬۰۰۰ جریب فرنگی (۱٬۷۱۹ مایل مربع؛ ۴٬۴۵۲ کیلومتر مربع) از زمین تاج و سایر اراضی منطقه تشکیل شد. در این زمان گمانه‌زنی  و بررسی زمین‌ها بر مهاجرت اولویت داده شد. 
در سال ۱۸۵۲ خط راه‌آهن، مونترال و پورتلند از طریق شهر شربروک به هم متصل کرد. در دهه ۱۸۹۰ اتصالات ریلی به شهرهای بوستون ، هالیفاکس و نیویورک برقرار بود.

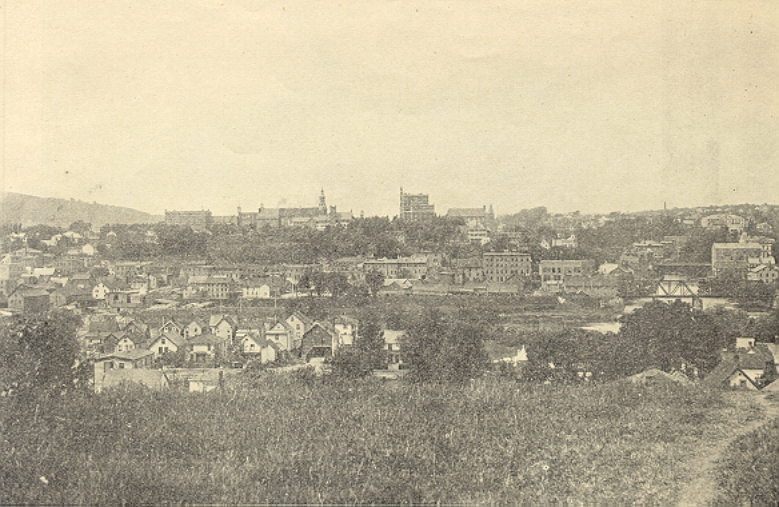
شربروک در سال 1889

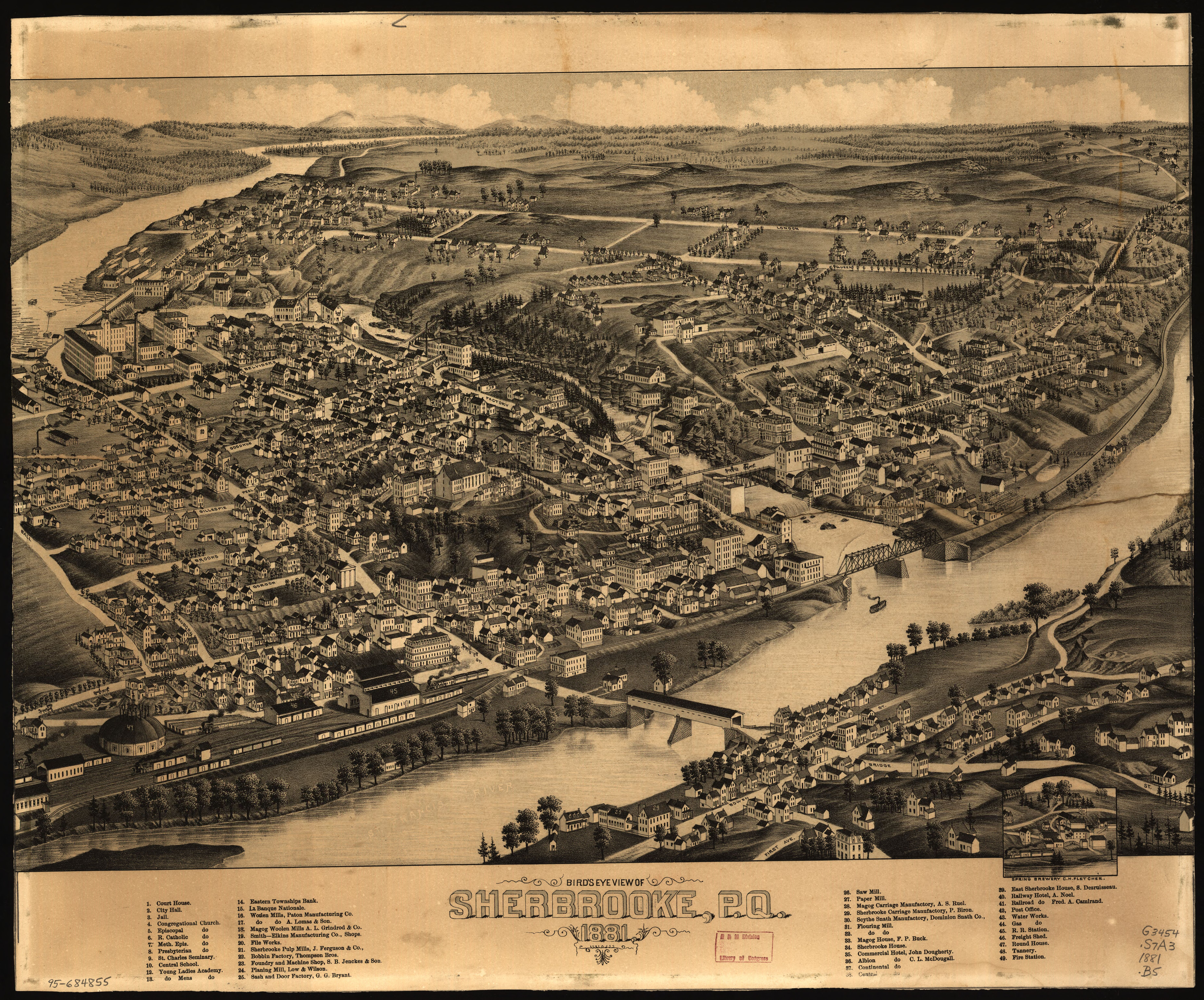
نقشه تصویری شربروک از سال 1881، شامل فهرستی از نقاط دیدنی

مهاجرت از دیگران نقاط کبک به این شهر در سال ۱۸۵۰ آغاز شد تا این که در سال ۱۸۷۱ فرانسوی‌ها به اکثریت رسیدند. 
در آغاز قرن بیستم، شربروک یک شهر صنعتی پر رونق بود که تولیدکنندگان منطقه از برق آبی تولید شده در همان محدوده جغرافیایی بهره می بردند. از دهه ۱۹۵۰، تعداد صنایع فولاد و نساجی کاهش یافت و جای خود را به خدمات دولتی و آموزش داد.
به عنوان بخشی از برنامه سازماندهی مجدد شهرداری در سالهای 2000-2006 در کبک، این شهر در ۱ ژانویه ۲۰۰۲ به طور قابل توجهی رشد کرد، بخش‌های آسکوت، برومپتونویل، دوویل، فلوریمونت، لنوکسویل ، جنگل صخره ای، و سنت الی دورفورد به این منطقه افزوده شدند. بخشی از استوک نیز به شربروک تازه توسعه یافته الحاق شد.
در سال ۲۰۱۲ یک کارخانه بیوشیمی محلی دچار انفجار شد که در آن ۲ نفر کشته و ۱۹ نفر زخمی شدند که برخی به شدت زخمی شدند. یک ابر سمی بزرگ بخشی از شهر را فراگرفته و نگرانی‌های بهداشتی را افزایش داده است.  

## اقلیم
شربروک دارای آب و هوای قاره ای مرطوب ( کوپن Dfb)، با زمستان های طولانی، سرد و برفی، تابستان های گرم، و بهار و پاییز کوتاه است. محدوده بالای دما −۵٫۸ درجه سلسیوس (۲۱٫۶ درجه فارنهایت) در ژانویه تا ۲۴٫۶ درجه سلسیوس (۷۶٫۳ درجه فارنهایت) در ماه جولای است. به طور متوسط در یک سال، 34 شب با دمای −۲۰ درجه سلسیوس (−۴ درجه فارنهایت) یا سردتر و همچنین 6.5 شب نیز با دمای −۳۰ درجه سلسیوس (−۲۲ درجه فارنهایت) یا سردتر. 4.1 روز شاهد رسیدن اوج به ۳۰ درجه سلسیوس (۸۶ درجه فارنهایت) خواهیم بود.  بارش برف سالانه زیاد به میزان متوسط ۲۸۷ سانتیمتر (۱۱۳ اینچ) خواهد داشت.بارش باران در هیچ زمانی از سال کم نیست، اما بیشترین میزان بارندگی در تابستان و پاییز و حداقل از ژانویه تا آوریل است که مجموع سالانه آن ۱٬۱۰۰ میلیمتر (۴۳٫۳ اینچ) خواهد بود.

بالاترین دمای ثبت شده در شربروک ۳۶٫۷ درجه سلسیوس (۹۸ درجه فارنهایت) بود مربوط به 1 و 2 ژوئیه 1931.  سردترین دمای ثبت شده −۴۱٫۲ درجه سلسیوس (−۴۲٫۲ درجه فارنهایت) بود مربوط به 15 ژانویه 2004. 
| داده‌های اقلیم اطلاعات اقلیمی فرودگاه شربروک, دماهای نرمال ۱۹۸۱−۲۰۱۰ و شدید ۱۹۰۰−اکنون | داده‌های اقلیم اطلاعات اقلیمی فرودگاه شربروک, دماهای نرمال ۱۹۸۱−۲۰۱۰ و شدید ۱۹۰۰−اکنون | داده‌های اقلیم اطلاعات اقلیمی فرودگاه شربروک, دماهای نرمال ۱۹۸۱−۲۰۱۰ و شدید ۱۹۰۰−اکنون | داده‌های اقلیم اطلاعات اقلیمی فرودگاه شربروک, دماهای نرمال ۱۹۸۱−۲۰۱۰ و شدید ۱۹۰۰−اکنون | داده‌های اقلیم اطلاعات اقلیمی فرودگاه شربروک, دماهای نرمال ۱۹۸۱−۲۰۱۰ و شدید ۱۹۰۰−اکنون | داده‌های اقلیم اطلاعات اقلیمی فرودگاه شربروک, دماهای نرمال ۱۹۸۱−۲۰۱۰ و شدید ۱۹۰۰−اکنون | داده‌های اقلیم اطلاعات اقلیمی فرودگاه شربروک, دماهای نرمال ۱۹۸۱−۲۰۱۰ و شدید ۱۹۰۰−اکنون | داده‌های اقلیم اطلاعات اقلیمی فرودگاه شربروک, دماهای نرمال ۱۹۸۱−۲۰۱۰ و شدید ۱۹۰۰−اکنون | داده‌های اقلیم اطلاعات اقلیمی فرودگاه شربروک, دماهای نرمال ۱۹۸۱−۲۰۱۰ و شدید ۱۹۰۰−اکنون | داده‌های اقلیم اطلاعات اقلیمی فرودگاه شربروک, دماهای نرمال ۱۹۸۱−۲۰۱۰ و شدید ۱۹۰۰−اکنون | داده‌های اقلیم اطلاعات اقلیمی فرودگاه شربروک, دماهای نرمال ۱۹۸۱−۲۰۱۰ و شدید ۱۹۰۰−اکنون | داده‌های اقلیم اطلاعات اقلیمی فرودگاه شربروک, دماهای نرمال ۱۹۸۱−۲۰۱۰ و شدید ۱۹۰۰−اکنون | داده‌های اقلیم اطلاعات اقلیمی فرودگاه شربروک, دماهای نرمال ۱۹۸۱−۲۰۱۰ و شدید ۱۹۰۰−اکنون | داده‌های اقلیم اطلاعات اقلیمی فرودگاه شربروک, دماهای نرمال ۱۹۸۱−۲۰۱۰ و شدید ۱۹۰۰−اکنون |
| ماه                                                                                   | ژانویه                                                                                | فوریه                                                                                 | مارس                                                                                  | آوریل                                                                                 | مه                                                                                    | ژوئن                                                                                  | ژوئیه                                                                                 | اوت                                                                                   | سپتامبر                                                                               | اکتبر                                                                                 | نوامبر                                                                                | دسامبر                                                                                | سال                                                                                   |
| ------------------------------------------------------------------------------------- | ------------------------------------------------------------------------------------- | ------------------------------------------------------------------------------------- | ------------------------------------------------------------------------------------- | ------------------------------------------------------------------------------------- | ------------------------------------------------------------------------------------- | ------------------------------------------------------------------------------------- | ------------------------------------------------------------------------------------- | ------------------------------------------------------------------------------------- | ------------------------------------------------------------------------------------- | ------------------------------------------------------------------------------------- | ------------------------------------------------------------------------------------- | ------------------------------------------------------------------------------------- | ------------------------------------------------------------------------------------- |
| سابقهٔ بیش‌ترین شاخص رطوبت                                                              | ۱۷٫۴                                                                                  | ۱۷٫۱                                                                                  | ۲۷٫۰                                                                                  | ۳۱٫۵                                                                                  | ۳۸٫۳                                                                                  | ۴۳٫۹                                                                                  | ۴۶٫۵                                                                                  | ۴۳٫۴                                                                                  | ۳۸٫۷                                                                                  | ۳۱٫۸                                                                                  | ۲۶٫۳                                                                                  | ۱۹٫۰                                                                                  | ۴۶٫۵                                                                                  |
| سابقهٔ بیش‌ترین °C (°F)                                                                 | ۱۵٫۰ (۵۹)                                                                             | ۱۷٫۱ (۶۳)                                                                             | ۲۵٫۳ (۷۸)                                                                             | ۳۰٫۰ (۸۶)                                                                             | ۳۳٫۵ (۹۲)                                                                             | ۳۵٫۰ (۹۵)                                                                             | ۳۶٫۷ (۹۸)                                                                             | ۳۶٫۱ (۹۷)                                                                             | ۳۴٫۰ (۹۳)                                                                             | ۲۸٫۳ (۸۳)                                                                             | ۲۳٫۹ (۷۵)                                                                             | ۱۷٫۸ (۶۴)                                                                             | ۳۶٫۷ (۹۸)                                                                             |
| میانگین بیش‌ترین °C (°F)                                                               | −۵٫۸ (۲۲)                                                                             | −۲٫۸ (۲۷)                                                                             | ۲٫۳ (۳۶)                                                                              | ۱۰٫۴ (۵۱)                                                                             | ۱۸٫۳ (۶۵)                                                                             | ۲۲٫۲ (۷۲)                                                                             | ۲۴٫۶ (۷۶)                                                                             | ۲۳٫۷ (۷۵)                                                                             | ۱۹٫۲ (۶۷)                                                                             | ۱۲٫۲ (۵۴)                                                                             | ۵٫۱ (۴۱)                                                                              | −۲٫۱ (۲۸)                                                                             | ۱۰٫۶۱ (۵۱٫۲)                                                                          |
| میانگین روزانه °C (°F)                                                                | −۱۱٫۹ (۱۱)                                                                            | −۹٫۴ (۱۵)                                                                             | −۳٫۷ (۲۵)                                                                             | ۴٫۵ (۴۰)                                                                              | ۱۱٫۴ (۵۳)                                                                             | ۱۵٫۵ (۶۰)                                                                             | ۱۸٫۲ (۶۵)                                                                             | ۱۷٫۳ (۶۳)                                                                             | ۱۲٫۳ (۵۴)                                                                             | ۶٫۳ (۴۳)                                                                              | ۰٫۶ (۳۳)                                                                              | −۷٫۳ (۱۹)                                                                             | ۴٫۴۸ (۴۰٫۱)                                                                           |
| میانگین کم‌ترین °C (°F)                                                                | −۱۷٫۹ (۰)                                                                             | −۱۵٫۹ (۳)                                                                             | −۹٫۷ (۱۵)                                                                             | −۱٫۴ (۲۹)                                                                             | ۴٫۳ (۴۰)                                                                              | ۸٫۸ (۴۸)                                                                              | ۱۱٫۷ (۵۳)                                                                             | ۱۰٫۸ (۵۱)                                                                             | ۶٫۳ (۴۳)                                                                              | ۰٫۵ (۳۳)                                                                              | −۴ (۲۵)                                                                               | −۱۲٫۴ (۱۰)                                                                            | −۱٫۵۸ (۲۹٫۲)                                                                          |
| سابقهٔ کم‌ترین °C (°F)                                                                  | −۴۱٫۲ (−۴۲)                                                                           | −۴۰ (−۴۰)                                                                             | −۳۵ (−۳۱)                                                                             | −۲۱٫۱ (−۶)                                                                            | −۶٫۷ (۲۰)                                                                             | −۲٫۲ (۲۸)                                                                             | ۰٫۵ (۳۳)                                                                              | −۱٫۷ (۲۹)                                                                             | −۷٫۴ (۱۹)                                                                             | −۱۵ (۵)                                                                               | −۲۵٫۵ (−۱۴)                                                                           | −۳۹٫۴ (−۳۹)                                                                           | −۴۱٫۲ (−۴۲)                                                                           |
| سرمایش باد                                                                            | −۴۷٫۲                                                                                 | −۴۸                                                                                   | −۴۲٫۴                                                                                 | −۲۹٫۷                                                                                 | −۱۲٫۸                                                                                 | −۵٫۴                                                                                  | ۰٫۰                                                                                   | −۴٫۷                                                                                  | −۸٫۶                                                                                  | −۱۶٫۷                                                                                 | −۲۷٫۹                                                                                 | −۴۸٫۳                                                                                 | −۴۸٫۳                                                                                 |
| بارندگی میلی‌متر (اینچ)                                                                | ۷۴٫۳ (۲٫۹۳)                                                                           | ۶۱٫۷ (۲٫۴۳)                                                                           | ۷۱٫۳ (۲٫۸۱)                                                                           | ۸۴٫۰ (۳٫۳۱)                                                                           | ۹۴٫۳ (۳٫۷۱)                                                                           | ۱۰۸٫۴ (۴٫۲۷)                                                                          | ۱۰۹٫۵ (۴٫۳۱)                                                                          | ۱۲۶٫۱ (۴٫۹۶)                                                                          | ۹۴٫۸ (۳٫۷۳)                                                                           | ۹۰٫۴ (۳٫۵۶)                                                                           | ۹۹٫۱ (۳٫۹)                                                                            | ۸۶٫۵ (۳٫۴۱)                                                                           | ۱٬۱۰۰٫۴ (۴۳٫۳۳)                                                                       |
| بارندگی میلی‌متر (اینچ)                                                                | ۱۷٫۳ (۰٫۶۸)                                                                           | ۱۶٫۶ (۰٫۶۵)                                                                           | ۲۷٫۶ (۱٫۰۹)                                                                           | ۶۳٫۳ (۲٫۴۹)                                                                           | ۹۴٫۰ (۳٫۷)                                                                            | ۱۰۸٫۴ (۴٫۲۷)                                                                          | ۱۰۹٫۵ (۴٫۳۱)                                                                          | ۱۲۶٫۱ (۴٫۹۶)                                                                          | ۹۴٫۷ (۳٫۷۳)                                                                           | ۸۷٫۵ (۳٫۴۴)                                                                           | ۷۰٫۸ (۲٫۷۹)                                                                           | ۳۲٫۰ (۱٫۲۶)                                                                           | ۸۴۷٫۸ (۳۳٫۳۷)                                                                         |
| بارش برف سانتی‌متر (اینچ)                                                              | ۶۸٫۲ (۲۶٫۹)                                                                           | ۵۴٫۲ (۲۱٫۳)                                                                           | ۴۸٫۲ (۱۹)                                                                             | ۲۱٫۲ (۸٫۳)                                                                            | ۰٫۳۷ (۰٫۱)                                                                            | ۰٫۰ (۰)                                                                               | ۰٫۰ (۰)                                                                               | ۰٫۰ (۰)                                                                               | ۰٫۰۳ (۰)                                                                              | ۳٫۲ (۱٫۳)                                                                             | ۲۹٫۱ (۱۱٫۵)                                                                           | ۶۲٫۱ (۲۴٫۴)                                                                           | ۲۸۶٫۶ (۱۱۲٫۸)                                                                         |
| میانگین روزهای بارندگی (≥ ۰.۲ mm)                                                     | ۱۹٫۷                                                                                  | ۱۵٫۵                                                                                  | ۱۶٫۰                                                                                  | ۱۴٫۹                                                                                  | ۱۵٫۷                                                                                  | ۱۵٫۲                                                                                  | ۱۴٫۰                                                                                  | ۱۳٫۳                                                                                  | ۱۲٫۶                                                                                  | ۱۴٫۰                                                                                  | ۱۷٫۲                                                                                  | ۱۹٫۱                                                                                  | ۱۸۷٫۲                                                                                 |
| میانگین روزهای بارانی (≥ ۰.۲ mm)                                                      | ۳٫۵                                                                                   | ۳٫۳                                                                                   | ۶٫۴                                                                                   | ۱۲٫۲                                                                                  | ۱۵٫۱                                                                                  | ۱۵٫۱                                                                                  | ۱۳٫۸                                                                                  | ۱۴٫۵                                                                                  | ۱۳٫۰                                                                                  | ۱۳٫۷                                                                                  | ۱۱٫۵                                                                                  | ۵٫۴                                                                                   | ۱۲۷٫۵                                                                                 |
| میانگین روزهای برفی (≥ ۰.۲ cm)                                                        | ۱۸٫۹                                                                                  | ۱۴٫۳                                                                                  | ۱۰٫۹                                                                                  | ۵٫۶                                                                                   | ۰٫۲۱                                                                                  | ۰٫۰                                                                                   | ۰٫۰                                                                                   | ۰٫۰                                                                                   | ۰٫۰۷                                                                                  | ۱٫۵                                                                                   | ۸٫۶                                                                                   | ۱۶٫۲                                                                                  | ۷۶٫۲۸                                                                                 |
| میانگین روزانه ساعت‌های تابش آفتاب                                                     | ۸۴٫۵                                                                                  | ۱۰۷٫۸                                                                                 | ۱۳۷٫۷                                                                                 | ۱۵۹٫۸                                                                                 | ۲۱۲٫۳                                                                                 | ۲۳۴٫۶                                                                                 | ۲۵۷٫۰                                                                                 | ۲۳۱٫۳                                                                                 | ۱۶۵٫۶                                                                                 | ۱۱۸٫۹                                                                                 | ۶۷٫۹                                                                                  | ۶۷٫۶                                                                                  | ۱٬۸۴۵                                                                                 |
| درصد احتمال تابش آفتاب                                                                | ۲۹٫۸                                                                                  | ۳۶٫۹                                                                                  | ۳۷٫۴                                                                                  | ۳۹٫۵                                                                                  | ۴۶٫۱                                                                                  | ۵۰٫۱                                                                                  | ۵۴٫۲                                                                                  | ۵۲٫۹                                                                                  | ۴۳٫۹                                                                                  | ۳۴٫۹                                                                                  | ۲۳٫۷                                                                                  | ۲۴٫۸                                                                                  | ۳۹٫۵۲                                                                                 |
| منبع: محیط_زیست_و_تغییر_اقلیم_کانادا                                                  |                                                                                       |                                                                                       |                                                                                       |                                                                                       |                                                                                       |                                                                                       |                                                                                       |                                                                                       |                                                                                       |                                                                                       |                                                                                       |                                                                                       |                                                                                       |

## محله ها
این شهر شامل چندین محله است:
- Le quartier universitaire
- Le Vieux-Nord
- Collinsville
- Secteur Galvin
- L'Est
- Ascot
- Mi-Vallon
- du Pin-Solitaire
- Le Petit Canada

## پاورقی
1. ↑  Territory equivalent to a regional county municipality (TE)
2. ↑  Census Division (CD)
3. ↑  Mont-Bellevue Park
4. ↑  Abenaki
5. ↑  Hyatt's Mills
6. ↑  Crown land